# 美貴じゅん子
美貴 じゅん子（みき じゅんこ、1973年11月7日 - ）は、日本の演歌歌手。鹿児島県出身。所属レコード会社はテイチクエンタテインメント、レーベルはテイチクレコードである。

## 来歴
- 8歳の時には小林幸子の「おもいで酒」に衝撃を受けた。18歳の時、香西かおりの「流恋草（はぐれそう）」に感動し、作曲した聖川湧が主催する「演歌道場」でレッスンを受ける[3]。
- オーディション「五木ひろし歌謡コンクール」で東京代表に選ばれ、日比谷公会堂での決勝大会に出場。テイチクレコードにスカウトを受け、1996年に「ほおずき」でメジャー・デビュー[3]。
- 毎年、新曲を出したものの 思ったように曲はヒットせず、2002年を最後に新曲を出せなくなった。テイチクとの契約が切れ、銀座の日本料理店で仲居のアルバイトをしながら復帰の機会を待った[3]。
- 自主制作で「くもの糸」を発売。2012年徳間ジャパンと契約、10年振りのシングル「篝火挽歌」を発表。「くもの糸」をカップリング曲とする。2015年、愛本健二と初のデュエット曲をリリース[4]。
- 2021年4月、17年ぶりに古巣テイチクレコードへ復帰、「土下座」を発表[2]。

## 人物・エピソード
- 趣味はスポーツ観戦、落語鑑賞、トマトの食べ歩き。
- 特技はジョギング[1]。

## ディスコグラフィ

### シングル
- 一部を除きテイチクからリリース[注釈 1]。

| #  | 発売日         | 曲順 | タイトル                    | 作詞         | 作曲           | 編曲               | 規格品番   |
| -- | -------------- | ---- | --------------------------- | ------------ | -------------- | ------------------ | ---------- |
| 1  | 1996年 5月22日 | 01   | ほおずき                    | 麻こよみ     | 森川龍         | 伊戸のりお         | TEDA-10360 |
| 1  | 1996年 5月22日 | 02   | 酔って乾杯                  | 仁井谷俊也   | 森川龍         | 池多孝春           | TEDA-10360 |
| 2  | 1997年 1月22日 | 01   | 潮騒－しおさい－            | 仁井谷俊也   | 森川龍         | 伊戸のりお         | TEDA-10378 |
| 2  | 1997年 1月22日 | 02   | 東京すずめ                  | 仁井谷俊也   | 森川龍         | 伊戸のりお         | TEDA-10378 |
| 3  | 1997年 7月24日 | 01   | キタノザウルス キ・タ・ノ   | クロード・Q  | マイク・ケント | パンチョノ・リーオ | TEDA-10398 |
| 3  | 1997年 7月24日 | 02   | あなたを待ってていいですか… | クロード・Q  | マイク・ケント | パンチョノ・リーオ | TEDA-10398 |
| 4  | 1998年 3月21日 | 01   | 幸福だより                  | みずの稔     | 森川龍         | 池多孝春           | TEDA-10414 |
| 4  | 1998年 3月21日 | 02   | おんなの砂丘                | 仁井谷俊也   | 森川龍         | 池多孝春           | TEDA-10414 |
| 5  | 1999年 6月23日 | 01   | 咲いて花になる              | 麻こよみ     | 桧原さとし     | 前田俊明           | TEDA-10443 |
| 5  | 1999年 6月23日 | 02   | 夢物語                      | 麻こよみ     | 桧原さとし     | 池多孝春           | TEDA-10443 |
| 6  | 2001年 1月24日 | 01   | バラの香水                  | 荒木とよひさ | 幸耕平         | 矢野立美           | TEDA-10493 |
| 6  | 2001年 1月24日 | 02   | 青い空と私…そして潮風       | Yuko         | 堀江淳         | 矢野立美           | TEDA-10493 |
| 7  | 2002年 6月21日 | 01   | 姫折鶴                      | 有美子       | 村沢良介       | 池多孝春           | TEDA-10547 |
| 7  | 2002年 6月21日 | 02   | 別れて大和路                | 紺野あずさ   | 鳩六助         | 池多孝春           | TEDA-10547 |
| 8  | 2012年 4月25日 | 01   | 篝火挽歌                    | 田久保真見   | 聖川湧         | 石倉重信           | TKCA-90478 |
| 8  | 2012年 4月25日 | 02   | くもの糸                    | 田久保真見   | 聖川湧         | 石倉重信           | TKCA-90478 |
| 9  | 2021年 4月21日 | 01   | 土下座                      | 柳田直史     | 岡千秋         | 坂本昌之           | TECA-21020 |
| 9  | 2021年 4月21日 | 02   | 風にさそわれて              | 柳田直史     | 岡千秋         | 坂本昌之           | TECA-21020 |
| 10 | 2022年 6月29日 | 01   | 雪の海                      | 柚木由柚     | 岡千秋         | 若草恵             | TECA-22032 |
| 10 | 2022年 6月29日 | 02   | 桜色のオ・ヴォワ            | 柚木由柚     | 岡千秋         | 若草恵             | TECA-22032 |
| 11 | 2023年 6月28日 | 01   | 放浪かもめ                  | 石原信一     | 岡千秋         | 猪股義周           | TECA-23037 |
| 11 | 2023年 6月28日 | 02   | 水の炎                      | 石原信一     | 岡千秋         | 猪股義周           | TECA-23037 |
| 12 | 2024年 5月15日 | 01   | 海峡流れ星                  | 石原信一     | 岡千秋         | 伊戸のりお         | TECA-24020 |
| 12 | 2024年 5月15日 | 02   | 三日月まいご                | 石原信一     | 岡千秋         | 伊戸のりお         | TECA-24020 |
| 13 | 2025年 6月18日 | 01   | 流氷たずね人                | 石原信一     | 岡千秋         | 猪股義周           | TECA-25025 |
| 13 | 2025年 6月18日 | 02   | 待ちわびて…人生             | 石原信一     | 岡千秋         | 猪股義周           | TECA-25025 |

### アルバム

#### オリジナル・アルバム
| 発売日        | タイトル    | 規格品番   |
| ------------- | ----------- | ---------- |
| 2001年8月22日 | 暦のように… | TECE-28232 |

#### ベスト・アルバム
| 発売日        | タイトル                         | 規格品番  |
| ------------- | -------------------------------- | --------- |
| 2021年9月15日 | 美貴じゅん子プレミアムベスト     | TECE-3655 |
| 2025年3月19日 | 30周年記念アルバム〜夢ある限り〜 | TECE-3742 |